# Vannina d'Ornano
Giovanna d'Ornano, detta Vannina o Vanina o Banina (Santa Maria-Sichè, 1527 o 1530 – Marsiglia, luglio 1563), è stata una nobile italiana.

## Biografia
Giovanna era nata nel 1527 o 1530 a Santa Maria-Sichè non lontano da Ajaccio, della famiglia nobile corsa filofrancese dei d'Ornano e nipote del viceré aragonese della Corsica Vincentello d'Istria.
Nel 1545 sposò Sampiero Corso, di 47 anni.
Sampiero venne incaricato nel 1563 da Enrico II di Francia di una duplice missione diplomatica presso il Dey d'Algeri Mehmed Pasha e presso il sultano Solimano il Magnifico, lasciando Vannina nella casa di Marsiglia e dandole per procura la gestione dei suoi beni.
La Repubblica di Genova, nemica di Sampiero Corso, riuscì, tramite l'abate Michelangelo Ombrone tutore dei figli, a convincere Vanina a venire a Genova per ottenere la restituzione dei beni della famiglia Ornano confiscati dalla Superba in seguito al matrimonio all'alleanza con la Francia, senza l'obbligo di sottomettersi al Senato genovese.
Le ragioni del suo allearsi con la Repubblica di Genova sono tuttora oscure, forse sperava di negoziare con il doge Giovanni Battista Cicala Zoagli la grazia per suo marito sul quale era stata fissata una taglia. Dopo aver scelto di passare sotto i genovesi, vendette tutti i suoi beni assieme al figlio Antonio e all'abate Michelangelo Ombrone.

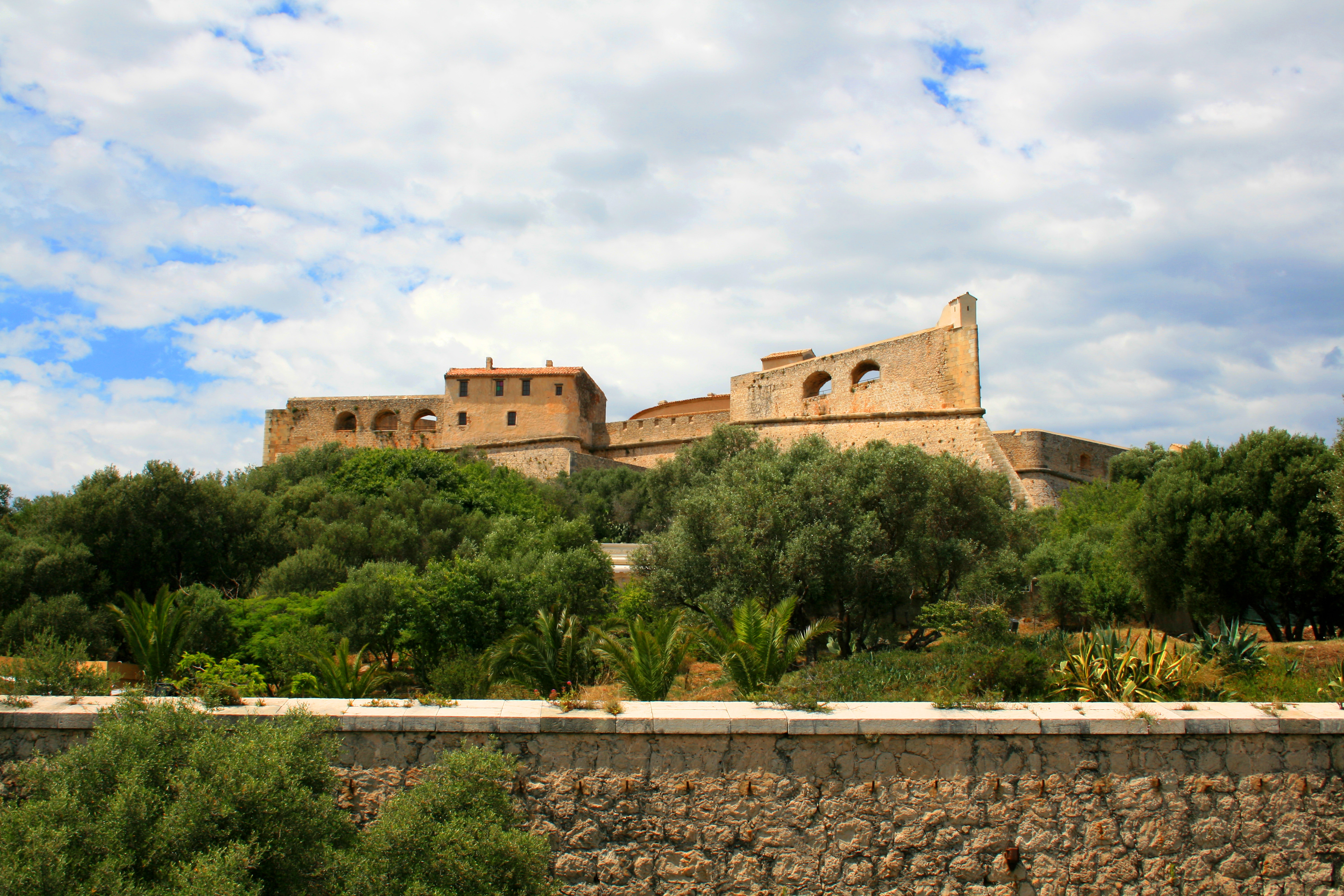
Il fort Carré ad Antibes, luogo di prigionia di Vannina d'Ornano.

Sampiero, informato della sua fuga e del suo tradimento da Marsiglia, revocò la procura dei suoi beni e la catturò nella baia di Antibes. Imprigionata nel Fort Carré nella città provenzale, riuscì a scrivere una lettera d'aiuto ai senatori genovesi, che però non ebbe seguito.
Trasferita nuovamente a Marsiglia e poi ad Aix-en-Provence, dove con la sua presenza mise in imbarazzo il Parlamento di Provenza, guidato da Jean-Augustin de Foresta ed emanazione dell'unione con la Francia, che decise di mettere fine alla sua detenzione e un compromesso per i suoi beni con l'unico divieto di non poter lasciare la città.
Quindi, informato della sua liberazione, arrivò ad Aix-en-Provence il marito Sampiero Corso, e la coppia ritornò a Marsiglia.
Quest'ultimo poi col cappello in mano, le chiese il perdono in ginocchio e, dopo averla baciata, le legò un panno intorno al collo prima di strangolarla.
Dopo il suo omicidio, la famiglia d'Ornano offrì duemila ducati d'oro per la testa di Sampiero Corso e la Repubblica di Genova quattromila ducati.
Leggenda vuole che la sua storia abbia ispirato la tragedia Otello di William Shakespeare.
Nel 1956 l'opera Sampiero Corso di Henri Tomasi ebbe come co-protagonista il personaggio di Vannina d'Ornano.